# حوزه انتخابیه اول کارولینای شمالی
حوزه انتخابیه اول کارولینای شمالی یک حوزه انتخابیه مجلس نمایندگان آمریکا است که در ایالت کارولینای شمالی قرار دارد.